# Стад Альфонс Массемба-Деба
Стад Альфонс Массемба-Деба (фр. Stade Alphonse-Massamba-Débat) — спортивное сооружение, расположенное в столице Республики Конго, городе Браззавиль. Назван в честь конголезского политика Альфонса Массамба-Деба в 1993 году. Вмещает около 27 тысяч зрителей и служит площадкой для проведения футбольных матчей и соревнований по лёгкой атлетике.
Стадион был построен в 1965 году специально к первым Всеафриканским играм. На протяжении своей истории стадион неоднократно принимал крупные соревнования, включая Центральноафриканские игры 1987 года и чемпионат Африки по лёгкой атлетике 2004 года.
Сборная Республики Конго регулярно проводит здесь свои домашние матчи. Первый международный поединок на стадионе с её участием состоялся 21 мая 1967 года в рамках квалификации Кубка африканских наций: конголезцы одержали победу над Камеруном со счётом 2:1.
Принимал Кубок УДЕАК в 1990 году, включая финал между сборными Республики Конго и Камеруна. Также здесь прошёл розыгрыш Кубка КЕМАК в 2003 и 2010 годах.
В 2020 году обсуждался вопрос о запрете проведения международных матчей на стадионе из-за устаревшей инфраструктуры. Реконструкция стадиона была завершена в 2024 году, включавшая укладку нового газона, благодаря чему стадион получил сертификат ФИФА на проведение международных матчей.
Стадион является домашней ареной для нескольких местных футбольных клубов, включая «Аякс де Уэнз», «Кондзо», КАРА, «Этуаль дю Конго», «Манчестер Конго», «Патронаж Сент-Анн» и «Сен-Мишель д’Уэнзе».
27 июня 2023 года полный стадион собрал концерт музыканта Рога-Рога и его группы Extra Musica.
В 2016 году перед ареной был установлен памятник: на двухметровом бетонном постаменте размещены фигуры легкоатлетки и футболиста, символизирующие спортивное наследие стадиона.